# Фонд развития промышленности
Фонд развития промышленности (ФРП) — государственное учреждение и институт развития Российской Федерации, важный элемент системных мер государства, направленных на повышение глобальной конкурентоспособности российской промышленности и проведения политики импортозамещения.
Основная задача фонда — предоставление займов промышленным компаниям на льготных условиях в целях развития импортозамещающих производств и перехода на наилучшие доступные технологии.
Фонд предлагает льготные условия софинансирования проектов, направленных на разработку новой высокотехнологичной продукции, техническое перевооружение и создание конкурентоспособных производств на базе наилучших доступных технологий. Кроме того, на базе Фонда действует Консультационный центр, в котором можно получить актуальную информацию о субсидиях по нескольким правительственным программам развития промышленности, механизму проектного финансирования, механизму специальных инвестиционных контрактов и кластерной инвестиционной платформы.
Бюджет Фонда в 2015 году составлял 20 млрд рублей. На 2016 год министр промышленности и торговли РФ Денис Мантуров запрашивал из бюджета дополнительные 20 млрд рублей. С учётом отдельных дополнительных источников бюджет ФРП на 2016 год составил 23,7 млрд рублей. В 2017 году ФРП решено докапитализировать ещё на 17,4 млрд рублей. В 2020 году связи с переориентацией на максимальную поддержку производителей продукции, направленной на борьбу с коронавирусной инфекцией, бюджет ФРП, изначально составлявший 24 млрд рублей, был докапитализирован сначала на 10 млрд рублей, а затем ещё на 30 млрд рублей.

## История
Фонд развития промышленности создан в 2014 году по инициативе Владимира Путина путём преобразования Российского фонда технологического развития (РФТР). РФТР был учреждён Министерством науки, высшей школы и технической политики РФ в 1992 году в качестве внебюджетного фонда.

Будет разработан целый пакет мер по поддержке отечественных предприятий, способных производить такую конкурентную продукцию, в том числе, будет создан специальный фонд развития отечественной промышленности.— В.В. Путин. Выступление на 18-м Петербургском международном экономическом форуме (ИА ТАСС, 23.05.2014)
Фонд развития промышленности основан в соответствии с Распоряжением Председателя Правительства РФ Дмитрия Медведева от 28 августа 2014 года. При этом Фонд был передан из ведения Министерства образования и науки РФ в ведение Министерства промышленности и торговли РФ.

## Структура управления

### Наблюдательный совет Фонда развития промышленности
Наблюдательный совет — высший орган управления Фонда, который принимает стратегические решения по его развитию и осуществляет контроль за его деятельностью.
При Наблюдательном совете Фонда развития промышленности работают три комитета: Комитет по стратегии, Комитет по обеспечению эффективности использования бюджетных средств и управлению рисками, Комитет по мотивации и развитию персонала. Они вырабатывают предложения и рекомендации по наиболее важным для Наблюдательного совета вопросам, в их состав входят эксперты, обладающие широкими профессиональными знаниями и компетенциями.

#### Важнейшие решения Наблюдательного совета ФРП
Так, в июне 2015 года Наблюдательный совет расширил критерии отбора претендентов на льготные займы по программе «Проекты импортозамещения»: была увеличена предельная величина выдаваемых займов до 500 млн рублей, требование к целевому объёму продаж заменено с фиксированной суммы на пропорциональное в размере 50% от суммы займа, а предельная доля допустимых расходов на технологическое оборудование в ходе реализации проекта увеличена до 80% займа.
В марте 2016 года Наблюдательный совет согласовал внесённые ранее Экспертным советом изменения в программы заёмного финансирования, делая ставку на финансирование среднего производственного бизнеса. Действовавшие в 2015 году три программы («Проекты импортозамещения», «Проекты добанковского финансирования», «Проекты прединвестиционного финансирования») объединены в одну – «Проекты развития».
Летом 2017 года Наблюдательный Совет утвердил новую программу ФРП – «Комплектующие изделия». Она направлена на развитие производства комплектующих изделий.
В декабре 2020 году Наблюдательный Совет принял решение снизить с 1 января 2021 года базовую ставку по программам ФРП с 5% до 3% годовых.
В отдельных случаях Наблюдательный совет участвует в экспертизе и одобрении крупных проектов.
В 2023 году Наблюдательный совет принял решение повысить с 17 ноября 2023 года ставки по базовым программам ФРП с 1% и 3% годовых до 3% и 5% годовых.

### Экспертный совет Фонда развития промышленности
Экспертный совет Фонда — коллегиальный орган, который по итогам комплексной экспертизы заявок промышленных предприятий принимает итоговое решение о финансировании, отправке на доработку или отклонении проектов. В его состав входят независимые эксперты — представители бизнеса, банковского сообщества, профессиональных и деловых объединений.

## Льготное заёмное финансирование
Фонд развития промышленности предоставляет промышленным предприятиям целевые займы по ставке 3% и 5% годовых сроком до 7 лет в объёме от 5 млн до 5 млрд рублей, стимулируя приток прямых инвестиций в реальный сектор экономики. Средства можно направить на разработку новой высокотехнологичной продукции, импортозамещение, лизинг производственного оборудования, станкостроение, цифровизацию действующих производств, производство комплектующих, маркировку товаров и повышение производительности труда.
В 2015 году Правительство предоставило Фонду 20 млрд рублей, в перспективе до 2018 года речь на тот момент шла об общей сумме займов в размере 70 млрд рублей.
Некоторые политики регулярно предлагают увеличить объём финансовых средств в распоряжении Фонда. Так, председатель Комитета Государственной Думы РФ по экономической политике, инновационному развитию и предпринимательству, президент Ассоциации региональных банков России Анатолий Аксаков (политическая партия «Справедливая Россия») предлагал в своих выступлениях докапитализировать Фонд до 100 млрд или 1 трлн рублей. В октябре 2015 года зампредседателя комитета Госдумы РФ по промышленности, исполняющий обязанности председателя комитета Торгово-промышленной палаты РФ по промышленному развитию Павел Дорохин сообщал о согласовании с министром промышленности и торговли Денисом Мантуровым докапитализации Фонда до 100 млрд рублей.

### Проекты развития
Флагманская программа «Проекты развития» направлена на импортозамещение и производство конкурентной продукции, выпуск средств производства, оборудования и станков, помощь с внедрением программных и технологических решений для оптимизации производственных процессов.
Основные параметры:
- сумма займа — от 100 млн до 1 млрд рублей;
- срок займа — до 5 лет;
- льготный период — до 3 лет освобождение от уплаты основного долга;
- ставка:
  - базовая — 5% годовых;
  - 3% годовых при банковской гарантии, а также гарантии ВЭБ.РФ, Корпорации МСП, региональных гарантийных организаций (РГО) или ЭКСАР;
  - 3% годовых при покупке российского оборудования или отечественного ПО (для цифровизации) на сумму более 50% от суммы займа;
- общий бюджет проекта — от 125 млн рублей;
- софинансирование — не менее 20% бюджета проекта за счёт средств заявителя, частных инвесторов или банков.

### Комплектующие изделия
В июле 2017 года ФРП запустил новую программу «Комплектующие изделия». В рамках этой программы заёмное софинансирование предоставляется на проекты, направленные на модернизацию или организацию производства комплектующих изделий, повышающих уровень локализации конечной российской продукции. В 2022 году ФРП изменил условия программы, у предприятий появилась возможность получить два займа по программе «Комплектующие изделия» в рамках одного проекта.

###### Первый заем на создание или модернизацию производства
Основные параметры:
- сумма займа — от 100 млн до 1 млрд рублей;
- срок займа — до 5 лет;
- льготный период — до 3 лет освобождение от уплаты основного долга;
- ставка:
  - базовая — 5% годовых;
  - 3% годовых при банковской гарантии, а также гарантии ВЭБ.РФ, Корпорации МСП или региональных гарантийных организаций (РГО);
- общий бюджет проекта — от 125 млн рублей;
- софинансирование — не менее 20% бюджета проекта за счёт средств заявителя, частных инвесторов или банков.

###### Второй заем на масштабирование производства в рамках проекта по первому займу
Основные параметры:
- сумма займа — от 50 до 500 млн рублей (но не более 50% от суммы первого займа);
- срок займа — до 3 лет;
- льготный период — не предусмотрен;
- ставка — 5% годовых;
- общий бюджет проекта — от 50 млн рублей;
- целевой объём продаж новой продукции — не предусмотрен;
- софинансирование – не требуется.

### Лизинговые проекты
В конце 2015 года запущена программа по поддержке лизинга технологического оборудования. ФРП участвует в финансовом обеспечении лизинговых проектов, направленных на поддержку технологического перевооружения и / или модернизацию основных производственных фондов российских промышленных компаний.
Основные параметры:
- сумма займа — от 5 до 500 млн рублей;
- срок займа — до 5 лет и не более срока действия договора лизинга;
- льготный период — до 3 лет освобождение от уплаты основного долга;
- ставка:
  - 1% годовых на приобретение промышленного оборудования, произведенного в России;
  - 5% годовых в остальных случаях;
- софинансирование за счёт ФРП – до 45% бюджета проекта для обрабатывающих производств;
- общий бюджет проекта — от 20 млн рублей.

Лизингодателем в рамках проекта выступает Уполномоченная лизинговая компания.

### Маркировка товаров
В марте 2018 года ФРП запустил программу «Маркировка лекарственных средств». В рамках этой программы заёмное софинансирование предоставляется фармацевтическим предприятиям на целевую закупку оборудования для маркировки лекарственных средств. В 2021 году ФРП расширил действие программы на производителей молока, молочной продукции и воды. В связи с этим название программы изменилось на «Маркировка товаров». В 2024 году перечень продукции расширен еще на 13 групп, в список попали товары легкой промышленности, технические средства реабилитации, ветеринарные лекарственные препараты, фотокамеры, велосипеды, шины и покрышки, корма для животных, обувь, красная икра, безалкогольное пиво, духи и туалетная вода, консервированные продукты и пищевые растительные масла.
Основные параметры:
- сумма займа — от 5 до 25 млн рублей;
- срок займа — до 2 лет;
- льготный период — до 1 года освобождение от уплаты основного долга;
- ставка — 5% годовых;
- займы предоставляются на целевую закупку специального оборудования;
- обеспечение — банковская гарантия;
- софинансирование — не требуется.

### Производительность труда
В рамках этой программы заёмное софинансирование предоставляется на реализацию проектов, направленных на повышение производительности труда на промышленных предприятиях, расположенных в регионах-участниках национального проекта «Производительность труда и поддержка занятости».
Основные параметры:
- сумма займа — от 50 до 300 млн рублей;
- срок займа — до 5 лет;
- льготный период — до 3 лет освобождение от уплаты основного долга;
- ставка:
  - базовая — 5% годовых;
  - 3% годовых при банковской гарантии, а также гарантии ВЭБ.РФ, Корпорации МСП или региональных гарантийных организаций (РГО);
  - 7% годовых при невыполнении условий Национального проекта;
- общий бюджет проекта — от 62,5 млн рублей;
- софинансирование — не менее 20% бюджета проекта за счёт средств заявителя, частных инвесторов или банков;
- есть требования к целевому приросту производительности труда.

### Формирование компонентной и ресурсной базы
Финансирование в рамках программы предоставляется на приобретение оснастки для промышленного производства.
Основные параметры:
- сумма займа — от 10 млн до 500 млн рублей;
- срок займа — до 5 лет;
- льготный период — до 1 года освобождение от уплаты основного долга;
- ставка — 7% годовых;
- общий бюджет проекта — от 10 млн рублей;
- софинансирование — не требуется.

### Автокомпоненты
В рамках этой программы льготное заёмное софинансирование предоставляется на проекты, направленные на производство компонентной базы для автомобильной и сельскохозяйственной техники, продукция проекта должна быть включена в отраслевые планы импортозамещения Минпромторга России.
Основные параметры:
- сумма займа — от 100 млн до 5 млрд рублей;
- срок займа — до 7 лет;
- ставка:
  - базовая — 5% годовых;
  - 3% годовых при банковской гарантии, а также гарантии ВЭБ.РФ, Корпорации МСП, региональных гарантийных организаций (РГО) или ЭКСАР;
- общий бюджет проекта — от 125 млн рублей;
- софинансирование — не менее 20% бюджета проекта за счёт средств заявителя, частных инвесторов или банков.
- Заявитель вправе подать заявку в Минпромторг России для получения субсидии на погашение займа в случае реализации создаваемой в рамках проекта продукции двум неаффилированным между собой покупателям в объеме не менее суммы привлекаемого займа на каждого покупателя.

### Федерально-региональные займы
Летом 2016 года федеральный ФРП запустил программы совместных с региональными фондами развития промышленности займов на реализацию производственных проектов. До 90% суммы займа предоставит федеральный ФРП, не менее 10% – региональный фонд. Условия и порядок отбора проектов на получение совместного займа идентичны применяемым федеральным ФРП по программам «Проекты развития», «Комплектующие изделия» и «Повышение производительности труда» и регулируются его стандартами.
Главное отличие в сниженном требовании к общему бюджету проекта и меньших суммах выдаваемых займов:
|                            | «Проекты развития» | «Комплектующие изделия» | «Производительность труда» | «Проекты лесной промышленности» |
| -------------------------- | --- | --- | --- | --- |
| Общий бюджет проекта       | ≥ 25 млн рублей | ≥ 25 млн рублей | ≥ 25 млн рублей | ≥ 25 млн рублей |
| Сумма займа                | 20-200 млн рублей | 20-200 млн рублей | 20-200 млн рублей | 20-100 млн рублей |
| Процентная ставка, годовых | 5% – базовая ставка 3% – при банковской гарантии, а также гарантии ВЭБ.РФ, Корпорации МСП, региональных гарантийных организаций (РГО) или ЭКСАР 3% – при покупке российского оборудования или отечественного ПО (для цифровизации) не менее 50% от суммы займа | 5% – базовая ставка 3% – при банковской гарантии, а также гарантии ВЭБ.РФ, Корпорации МСП или региональных гарантийных организаций (РГО) | 5% - базовая 3% – при банковской гарантии, а также гарантии ВЭБ.РФ, Корпорации МСП или региональных гарантийных организаций (РГО) 7% – при невыполнении условий Национального проекта | 5% – базовая ставка 3% – при банковской гарантии или поручительстве Корпорации МСП 3% – при покупке российского оборудования на сумму не менее 50% от суммы займа |
| Срок займа                 | до 5 лет | до 5 лет | до 5 лет | до 3 лет |

Заявки принимают региональные фонды, решение о софинансировании — Экспертный совет ФРП, опираясь на заключение регионального фонда.
Первыми к программе присоединились региональные фонды развития промышленности Ульяновской и Челябинской областей, Республики Татарстан.
К июлю 2022 года создано 82 региональных ФРП, из которых 80 подписали соглашения о сотрудничестве с федеральным ФРП.

## Результаты работы
По состоянию на сентябрь 2024 года, ФРП профинансировал около 1700 проектов для промышленных предприятий из 75 регионов России. Сумма льготных займов превысила 560 млрд рублей при общей стоимости реализации проектов свыше 1 трлн рублей.
Наибольшее количество профинансированных проектов реализуется в Московской области, Пермском крае, Республике Татарстан, Свердловской области и Москве – всего более 510 проектов. Более 50% профинансированных ФРП проектов относятся к трём отраслям: машиностроение, медбиофарма и химическая промышленность.
Благодаря займам ФРП запущено 870 новых или увеличивших выпуск производств в 72 регионах России.
Согласно информации Минпромторга РФ, Фонд развития промышленности по итогам 2023 года профинансировал 276 проектов промпредприятий на общую сумму 142 млрд рублей. В 2023 году пятерка наиболее популярных программ Фонда выглядит следующим образом: профинансирован 101 проект по базовой программе «Проекты развития», на программу «Комплектующие изделия» пришлось 49 профинансированных проектов, на «Приоритетные проекты» – 35, на «Производительность труда» – 32, а на «Автокомпоненты» – 27 проектов.

## Консультационный центр по мерам государственной поддержки промышленных предприятий
На базе Фонда развития промышленности действует система «одного окна» государственной поддержки промышленных предприятий — создан и функционирует консультационный центр, который оказывает информационно-консультационную и справочную поддержку промышленным предприятиям по участию в конкурсных процедурах по правительственным программам.
ФРП является оператором по механизму кластерной инвестиционной платформы (КИП), специальных инвестиционных контрактов (СПИК) и механизму субсидирования процентной ставки на реализацию новых инвестиционных проектов (ПП №3). Также сотрудники КЦ проводят консультации по федеральным мерам государственной поддержки промышленности, включённых в Навигатор мер поддержки Государственной информационной системы промышленности (ГИСП).

### Кластерная инвестиционная платформа (КИП)
Суть механизма
Кластерная инвестиционная платформа (КИП) направлена на предоставление льготных кредитов российским промышленным предприятиям для реализации инвестиционных проектов по производству приоритетной продукции. Инвесторы для получения льготного финансирования могут самостоятельно выбрать кредитные организации.
ФРП является оператором КИП и проводит комплексную экспертизу инвестиционных проектов, консультирует и осуществляет мониторинг реализации проектов. А также рассматривает документы кредитных организаций для получения субсидий.
Основные условия
- Льготная процентная ставка составляет 30% ключевой ставки ЦБ РФ, увеличенной не более чем на 3 процентных пункта.
- Период льготного кредитования действует в течение двух лет с даты завершения фазы строительства (инвестиционной фазы).
- Сумма кредита составляет от 2 до 100 млрд рублей (не более 80% стоимости проекта).

Процедура получения льготного кредита
- Обращение в выбранную инвестором кредитную организацию (банк) для получения индикативных условий.
- Подача заявки по проекту через ГИСП.
- Получение заключения экспертизы ФРП.
- Получение решения межведомственной комиссии о включении проекта в перечень приоритетных.
- Получение в кредитной организации льготного кредита.

### СПИК (Специальные инвестиционные контракты)
Суть механизма
Инвестор заключает соглашение с государством, в котором фиксируются обязательства инвестора реализовать инвестиционный проект, а также обязательства государства обеспечить стабильность условий ведения бизнеса и предоставить меры господдержки.
Механизм представлен в двух вариантах:
- Механизм СПИК 1.0 применяется для инвестиционных проектов по созданию либо модернизации и (или) освоению производства промышленной продукции.
- Механизм СПИК 2.0 применяется для инвестиционных проектов по внедрению или разработке и внедрению современной технологии из утвержденного перечня в целях освоения серийного производства промышленной продукции на основе этой технологии.

Основные условия
СПИК 1.0: срок контракта – не более 10 лет. Минимальный объем инвестиций – 750 млн руб. без НДС.
СПИК 2.0: срок контракта не более 15 лет для проектов с объёмом инвестиций до 50 млрд рублей, а для проектов с объёмом инвестиций от 50 млрд рублей – не более 20 лет. Минимальный объём инвестиций отсутствует.
Выгоды от заключения СПИК
Налоговые льготы:
Неухудшение налоговых условий. Снижение до 0% налога на прибыль в федеральной части, а также возможность снижения ставок региональных и местных налогов.
Российский продукт:
Ускоренная и упрощённая процедура получения статуса Made in Russia.
Упрощённый доступ к госзаказу:
Возможность получения статуса единственного поставщика по госзакупкам.
Дополнительные возможности:
Субсидиарные меры поддержки.
Особые условия аренды земельных участков.
Создание объектов инфраструктуры.

### ПП РФ №3
Субсидирование процентной ставки на реализацию новых инвестиционных проектов
Цель проекта
Создание или модернизация промышленного предприятия от приобретения участка до ввода в эксплуатацию оборудования.
Требование к проектам
Кредит на инвестиционные цели сроком от 3 лет
Стоимость от 150 млн рублей до 7,5 млрд рублей (до 10 млрд рублей по проектам, заключившим СПИК)
Ввод производственных мощностей по проекту после 1 января 2017 года
Кредитные средства не более 80% стоимости проекта
Инвестиционный проект в отраслях гражданской промышленности
Размер субсидии
Если % ставка > ключевой ставки ЦБ РФ, возмещается 70% ключевой ставки
Если % ставка < ключевой ставки ЦБ РФ, возмещается 70% процентной ставки
Выплата субсидии происходит 2 раза в год (во II и IV кварталах)